# Marjorie Prime (Drama)
Marjorie Prime ist ein Schauspiel des US-amerikanischen Dramatikers Jordan Harrison aus dem Jahr 2014.

## Handlung

### Inhalt
Um die über achtzigjährige, an Arthritis und der Alzheimer-Krankheit leidende Marjorie zu besänftigen, kauft ihre Familie, ihre Tochter Tess und ihr Schwiegersohn Jon, von der Firma Senior Serenity ein Gerät, das eine holographische Simulation ihres verstorbenen Mannes Walter erzeugt, als dieser in der Blüte seines Lebens stand, und mit ihren eigenen Erinnerungen an ihn programmiert. Die Aufgabe des Hologramms ist es, die Marjories Erinnerungen frisch zu halten, ihre Erinnerungen zu konservieren und sie ständig an Geschehnisse aus ihrem Leben zu erinnern. Aber trotz all der fortschrittlichen Technologie, die in Walter steckt, ist er jedoch nur ein softwaregesteuerter Rohling, kann nur die grundsätzlichen Eigenschaften des Verstorbenen darstellen und ist damit nur so gut, wie Marjories Erinnerung an Walter. Tochter Tess und Schwiegersohn Jon erzählen ihr nicht von ihrem geliebten Sohn Damian, der sich in jungen Jahren selbst das Leben nahm.

### Figuren
Marjorie : eine an der Alzheimer-Krankheit leidende, alte Dame
Tess: Marjories Tochter
Jon: Tess Ehemann und Marjories Schwiegersohn
Walter: eine holografische Nachbildung von Marjories verstorbenem Ehemann Walter, den die Familie bei der Firma Senior Serenity gekauft hat

## Produktion

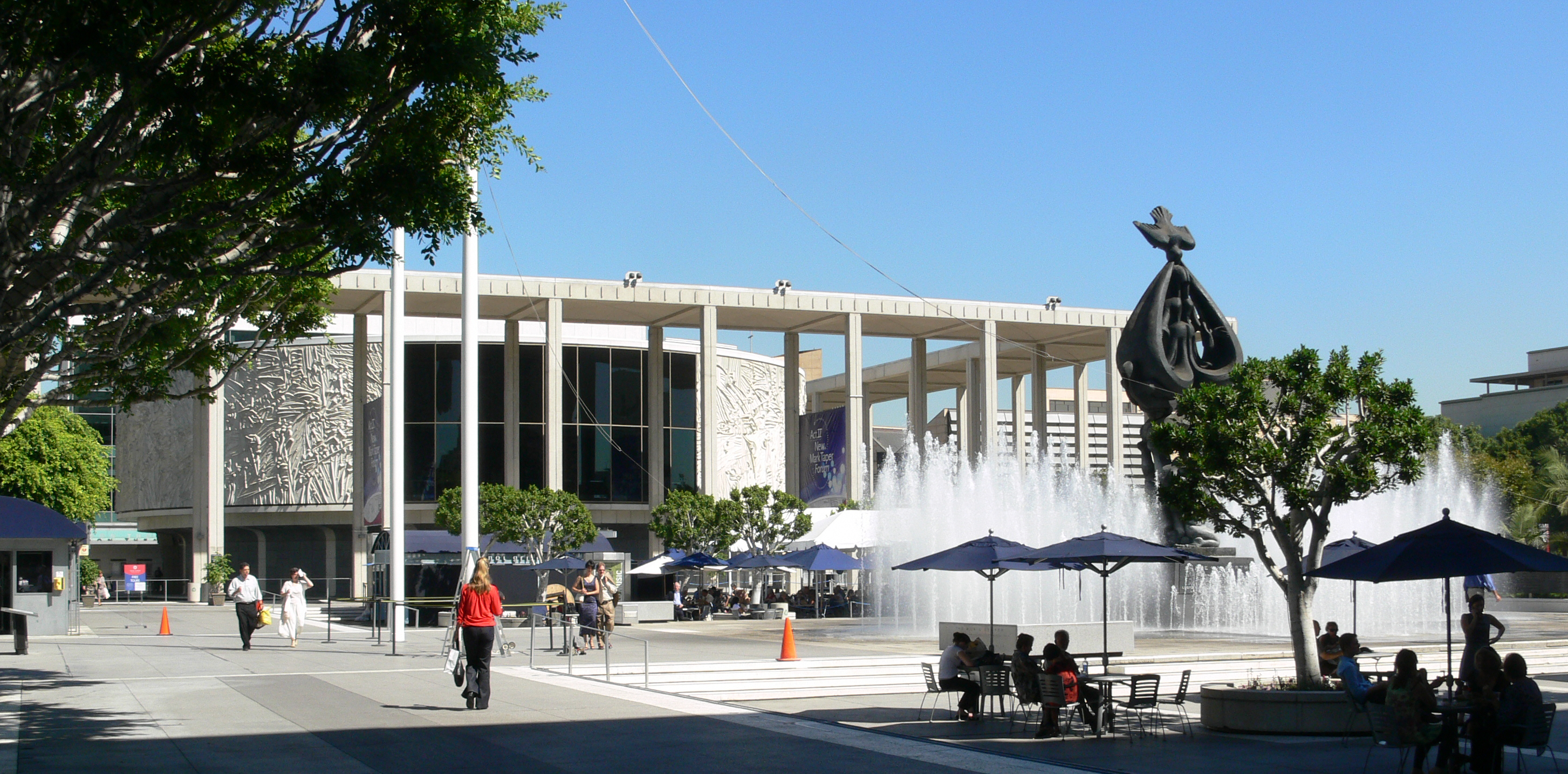
Marjorie Prime wurde am 10. September 2014 im Mark Taper Forum am Center Theatre in Los Angeles uraufgeführt

### Produktionsgeschichte
Jordan Harrison wurde für sein Werk 2015 für einen Pulitzer-Preis nominiert und befand sich unter den Finalisten.

### Premiere
Das Theaterstück Marjorie Prime feierte am 10. September 2014 im Mark Taper Forum am Center Theatre in Los Angeles in einer Aufführung der Center Theatre Group seine Weltpremiere.

### Besetzung und Ensemble
Besetzung und Ensemble der ersten Spielzeit (10. September bis 19. Oktober 2014) im Mark Taper Forum am Center Theatre, Los Angeles

#### Besetzung
- Regie: Les Waters
- Bühnenbild: Mimi Lein
- Kostüme: ILona Somogyl
- Licht: Lap Chi Chu
- Sound Desig: Adam Phalen

#### Ensemble
- Lois Smith: Marjorie
- Lisa Emery: Tess
- Frank Wood: Jon
- Jeff Ward: Walter als Hologramm

## Rezeption
Im Jahr 2017 feierte im Rahmen des Sundance Film Festivals eine Verfilmung von Marjorie Prime ihre Premiere.